# Mike Hall (cestista)
Michael Horus Nathan Hall, detto Mike (Chicago, 5 giugno 1984), è un ex cestista statunitense naturalizzato irlandese.

## Carriera
Ha iniziato a giocare alla Alan B. Shepard High School di Chicago. Nel 2002 si iscrive alla George Washington University, dove gioca per 4 stagioni. Chiude la sua prima stagione con una media di 9,7 punti e 8,2 rimbalzi in 34,4 minuti a partita, venendo inserito nel quintetto delle migliori matricole. Chiude la stagione 2003-2004 con 10,3 punti e 7,8 rimbalzi in 30,5 minuti di media. Prima della stagione 2004-2005 viene eletto capitano; chiude la stagione con 10,6 punti e 8,0 rimbalzi di media, venendo inserito nel miglior quintetto difensivo e vincendo l'Atlantic 10 West Division e l'Atlantic Conference. Nella stagione 2005-2006 chiude con 11,0 punti e 7,6 rimbalzi di media e vince nuovamente l'Atlantic 10 West Division. Durante questo periodo forma con il compagno di squadra Pops Mensah-Bonsu una delle coppie più talentuose della lega.
Nel 2006, dopo aver disputato il Portsmouth Invitational e la Summer League, viene ingaggiato dai Tulsa 66ers, in D-League. Chiude la stagione con 15,7 punti e 8,5 rimbalzi in 37,2 minuti a partita. Il 28 febbraio 2007 firma un contratto di 10 giorni con i Washington Wizards, in NBA, per rimpiazzare gli infortunati Caron Butler e Antawn Jamison. Successivamente firma un altro contratto di 10 giorni e, il 21 marzo, firma fino a fine stagione. Con la maglia dei Wizards disputa 2 partite. Nell'estate 2007 disputa la Summer League e il training camp con i Wizards, ma viene tagliato alla fine di ottobre per motivi di bilancio. In seguito firma nuovamente con i Tulsa 66ers, chiudendo la stagione con 48 presenze e 16,2 punti di media. Nell'aprile 2008 viene ingaggiato dalla Victoria Libertas Pesaro. Chiude la stagione senza mai scendere in campo.
L'11 agosto 2008 firma con l'Olimpia Milano. Il 12 ottobre 2008 esordisce con la nuova maglia, giocando 23 minuti e segnando 2 punti e 6 rimbalzi. Chiude la stagione con 11,0 punti e 7,6 rimbalzi a partita, imponendosi come uno dei migliori rimbalzisti di Serie A1, dove Milano arriverà in finale, per poi essere sconfitta dalla Montepaschi Siena. Disputa anche 16 partite in Eurolega con 8,3 punti e 4,1 rimbalzi di media, aiutando la squadra a qualificarsi per le top 16. Durante questa stagione realizza un career-high di 27 punti e 9 rimbalzi in Eurolega e di 23 punti e 15 rimbalzi in Serie A. Nella stagione successiva perde il posto di titolare a favore del nuovo acquisto Stefano Mancinelli, venendo in seguito sospeso per una partita dalla squadra a causa di alcune frasi polemiche pubblicate su Facebook.
Nell'agosto del 2010 viene ingaggiato dalla Teramo Basket. Dopo 5 partite coincise con altrettante sconfitte in campionato il 16 novembre del 2010 viene messo fuori rosa da Teramo e poco dopo definitivamente tagliato. Fino a quel momento stava viaggiando a 10,8 punti e 8,2 rimbalzi per partita. Nel dicembre 2010 firma con i Dakota Wizards, in D-League. Nel gennaio 2011 firma con l'Erdemir Zonguldak, in Türkiye 1. Basketbol Ligi. Nel gennaio 2012 firma con il Baloncesto Fuenlabrada, in Liga ACB. Nel novembre 2012 firma con il Maccabi Ashdod, in Ligat ha'Al. Il 21 ottobre 2013 acquisisce il passaporto irlandese per matrimonio.
Il 26 marzo 2014 firma fino a fine stagione con i Toros de Aragua, club militante in Liga Profesional de Baloncesto. Nel settembre 2014 firma un contratto annuale con il Manresa, facendo ritorno in Liga ACB. Dopo circa un mese rescinde il suo contratto con la squadra spagnola, con solo due partite disputate. Il 26 novembre 2014 firma fino a fine stagione con il Sionista Paraná, club militante in Liga Nacional de Básquet. Dopo aver cambiato diversi altri club, il 20 ottobre 2021 annuncia il proprio ritiro dal basket giocato tramite il suo profilo Twitter.

## Statistiche

### NCAA
| Anno      | Squadra            | PG  | PT  | MP   | TC%  | 3P%  | TL%  | RP  | AP  | PRP | SP  | PP   |
| --------- | ------------------ | --- | --- | ---- | ---- | ---- | ---- | --- | --- | --- | --- | ---- |
| 2002-2003 | GW Revolutionaries | 29  | 29  | 34,4 | 45,9 | 33,3 | 74,7 | 8,2 | 1,5 | 1,0 | 0,4 | 9,7  |
| 2003-2004 | GW Revolutionaries | 30  | 30  | 30,5 | 52,1 | 33,3 | 76,8 | 7,8 | 1,5 | 0,8 | 0,4 | 10,3 |
| 2004-2005 | GW Revolutionaries | 28  | 23  | 30,0 | 52,8 | 47,2 | 78,2 | 8,0 | 2,0 | 1,0 | 0,5 | 10,6 |
| 2005-2006 | GW Revolutionaries | 30  | 30  | 32,0 | 44,3 | 37,7 | 78,5 | 7,6 | 2,4 | 1,0 | 0,4 | 11,0 |
| Carriera  | Carriera           | 117 | 112 | 31,8 | 48,6 | 37,8 | 77,0 | 7,9 | 1,8 | 1,0 | 0,4 | 10,4 |

#### Massimi in carriera
- Massimo di punti: 22 vs Kennesaw State (23 novembre 2005)[7]
- Massimo di rimbalzi: 17 vs La Salle (5 gennaio 2005)
- Massimo di assist: 6 vs St. Bonaventure (26 febbraio 2003)
- Massimo di palle rubate: 5 vs Fordham (8 marzo 2003)
- Massimo di stoppate: 3 vs Norfolk State (26 novembre 2005)
- Massimo di minuti giocati: 44 vs North Carolina-Wilmington (16 marzo 2006)